# Sint-Pieterskerk (Le Crotoy)
De Sint-Pieterskerk (Frans: Église Saint-Pierre) is de parochiekerk van de tot het Franse departement Somme behorende plaats Le Crotoy.

## Geschiedenis
Dit gebouw had een middeleeuwse kerk als voorganger. Deze tweebeukige kerk was te klein geworden en verkeerde bovendien in vervallen staat. Vanaf 1850 werd de kerk gesloopt en in 1865 kwam een nieuw gebouw gereed, in baksteen uitgevoerd en in neogotische stijl. De 13e-eeuwse zware toren werd echter gespaard en is tegenwoordig het meest markante bouwwerk van het stadje. In 2019 is de kerk beschermd als monument historique.

## Gebouw
Het betreft een bakstenen neogotische basilicale kerk. De kerk bezit een zware 13e-eeuwse voorgebouwde toren, uitgevoerd in zandsteen.

## Interieur

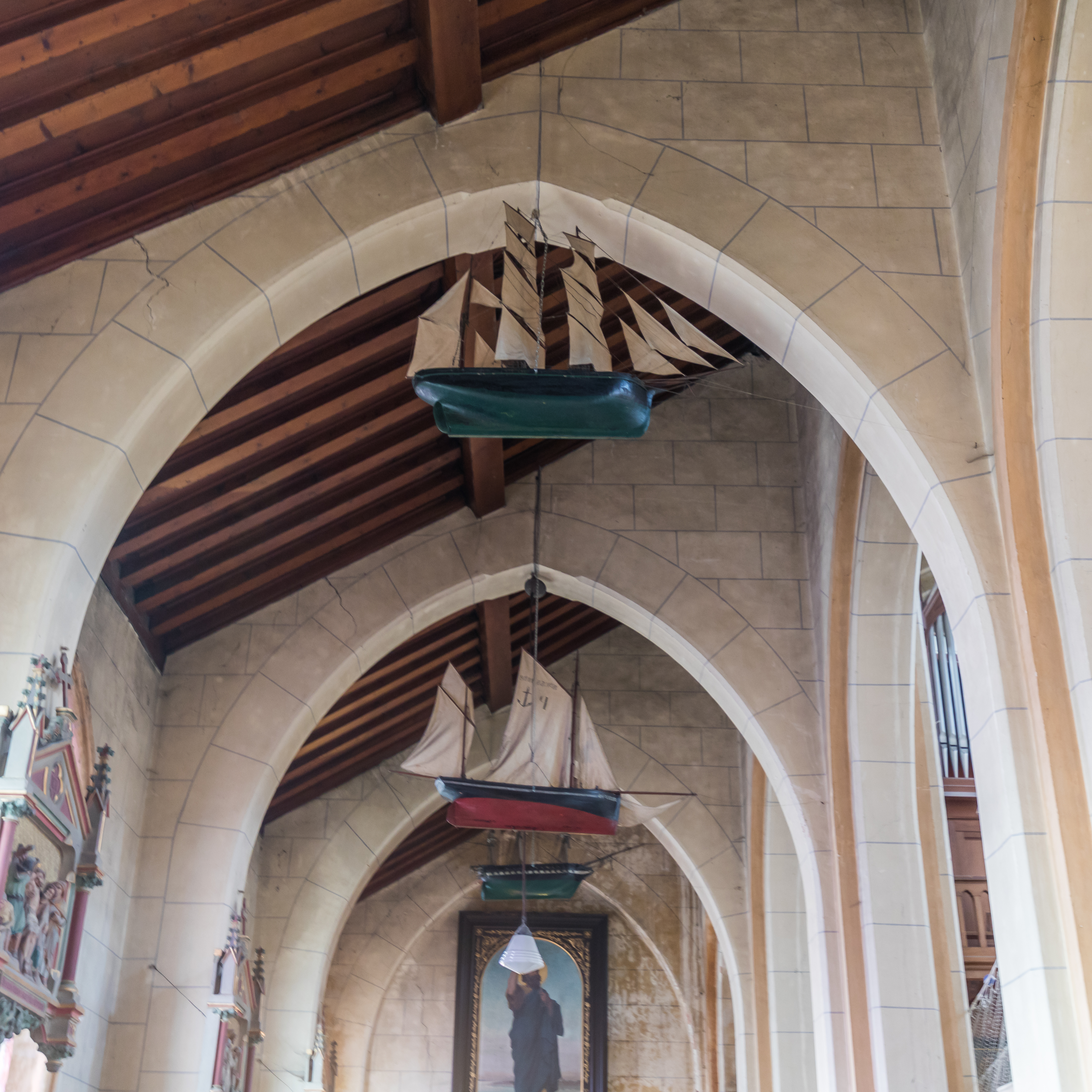
Zijbeuk met votiefschepen

De kerk bezit een 15e-eeuws altaarstuk, in houtsnijwerk uitgevoerd, dat het leven van Honoratus van Amiens verbeeldt. Ook is er een altaarstuk uit de 19e eeuw dat Onze-Lieve-Vrouw van Lourdes afbeeldt. Dan is er een grote muurschildering van omstreeks 1900 die een 15e-eeuws gezicht op Le Crotoy toont, van de tijd dat Jeanne d'Arc daar gevangen zat.
Bijzonder zijn een zestal votiefschepen. Daarnaast is er een aantal 19e-eeuwse glas-in-loodramen aan te treffen.